# Helgi Kolviðsson
Helgi Kolviðsson (ur. 13 września 1971 w Reykjavíku) – islandzki trener i piłkarz występujący na pozycji obrońcy.

## Kariera klubowa
Helgi karierę rozpoczynał w 1988 roku w zespole HK. W 1995 roku przeszedł do niemieckiego SC Pfullendorf, grającego w Oberlidze Baden-Württemberg. W 1996 roku odszedł do Austrii Lustenau, grającej w Erste Lidze. W 1997 roku awansował z nią do Bundesligi. W 1998 roku wrócił do Niemiec, gdzie został graczem drugoligowego 1. FSV Mainz 05. Zadebiutował tam 2 sierpnia 1998 w wygranym 3:0 meczu ze SpVgg Greuther Fürth. Graczem Mainz Helgi był przez dwa lata.
W 2000 roku odszedł do SSV Ulm 1846, także grającego w 2. Bundeslidze. Spędził tam rok, a potem przeniósł się do zespołu austriackiej Bundesligi, FC Kärnten. Występował tam przez trzy lata, a potem, od 2004 do 2007 ponownie był graczem Pfullendorfu (Regionalliga Süd), który był jego ostatnim klubem w karierze.

## Kariera reprezentacyjna
W reprezentacji Islandii Helgi zadebiutował 9 lutego 1996 w przegranym 0:3 meczu towarzyskiego turnieju Rothmans Tournament z Rosją. W latach 1996–2003 w drużynie narodowej rozegrał łącznie 29 spotkań.